# 石嶺駅
石嶺駅（いしみねえき）は、沖縄県那覇市首里石嶺町二丁目にある、沖縄都市モノレール線（ゆいレール）の駅である。駅番号は16。那覇市の駅では最も東に位置する。

## 歴史
- 2012年（平成24年）1月26日：石嶺駅（仮称）を含む延伸区間の軌道事業特許が認可[4]。
- 2013年（平成25年）11月2日：石嶺駅（仮称）を含む延伸区間の起工式を実施[5]。
- 2014年（平成26年）12月26日：駅名を「石嶺駅」に決定する[6]。
- 2019年（令和元年）10月1日：首里駅 - てだこ浦西駅間延伸開業に伴い開業[7][1][2]。
- 2020年（令和2年）3月10日：ICカード「Suica」の利用が可能となる[8][9][10]。

## 駅構造
島式ホーム1面2線を有する高架駅である。エスカレーター・エレベーター設置。

### のりば
| 番線 | 路線                  | 方向 | 行先           |
| ---- | --------------------- | ---- | -------------- |
| 1    | ■沖縄都市モノレール線 | 下り | てだこ浦西方面 |
| 2    | ■沖縄都市モノレール線 | 上り | 那覇空港方面   |

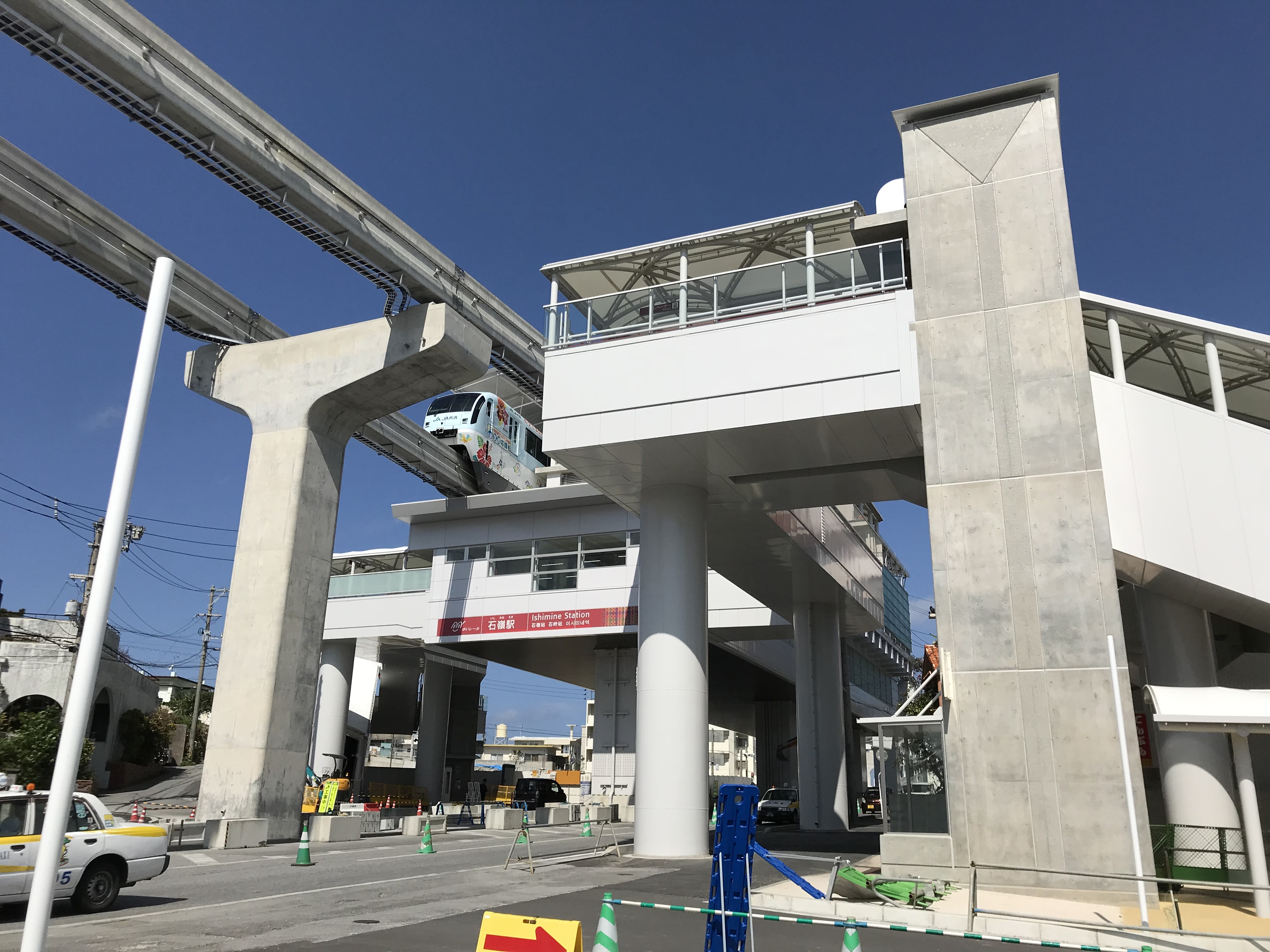
東口（2020年2月）

## 利用状況
2022年度の1日平均乗車人員は1,256人である。
開業後の1日平均乗降人員および乗車人員の推移は下記の通り。
| 年度               | 1日平均 乗降人員 | 1日平均 乗車人員 | 出典 |
| ------------------ | ---------------- | ---------------- | ---- |
| 2019年（令和元年） | 2,045            | 1,075            |      |
| 2020年（令和02年） | 3,215            | 839              |      |
| 2021年（令和03年） |                  | 962              |      |
| 2022年（令和04年） |                  | 1,256            |      |

備考
1. ↑  2019年10月1日開業。開業日から翌年3月31日までの計183日間を集計したデータ。

## 駅周辺
- 石嶺市営住宅
- 沖縄県総合福祉センター
- 石嶺文化スポーツプラザ
  - 那覇市石嶺公民館
  - 那覇市立石嶺図書館
  - 市民首里石嶺プール
- オリブ山病院
- 那覇市立石嶺小学校
- 那覇市立城東小学校
- 那覇市立城北小学校
- 那覇市立石嶺中学校
- 那覇市立城北中学校
- 沖縄県立首里東高等学校
- 首里郵便局
- 首里北郵便局
- 那覇バス石嶺営業所
- ジミー首里店

## バス路線
- すべて那覇バスによる運行

石嶺駅前バス停
- 7番・首里城下町（久茂地）線　
- 8番・首里城下町線　
- 16番・新川石嶺線

金井医院前バス停
- 9番・小禄石嶺線　
- 11番・安岡宇栄原線　
- 13番・石嶺おもろまち線
- 17番・石嶺（開南）線

## その他
- 駅到着時の車内チャイムは、沖縄民謡の「ちょんちょんキジムナー」を編曲したもの[17]。

## 隣の駅
沖縄都市モノレール
■沖縄都市モノレール線（ゆいレール）
首里駅 (15) - 石嶺駅 (16) - 経塚駅 (17)

### 記事本文

### 利用状況
1. ↑  沖縄県統計年鑑 - 沖縄県
2. ↑  那覇市統計書 - 那覇市